# Moritzbergturm
Der Moritzbergturm ist ein in der Frankenalb auf dem Gipfelplateau des Moritzberges (603,5 m ü. NHN) stehender Aussichtsturm im Röthenbacher Weiler Moritzberg im bayerischen Landkreis Nürnberger Land. Das ursprünglich 21 m hohe Bauwerk ist nach seiner in den Jahren 1962–1964 erfolgten Erhöhung 30 m hoch.

## Geschichte
Ab dem Jahr 1910 wurde auf dem Plateau des Moritzberges ein seit längerem geplanter Aussichtsturm errichtet, der am 14. November 1911 eingeweiht, aber erst 1913 provisorisch fertiggestellt wurde. Die ursprünglich konzipierte Ausbauhöhe des Turmes konnte nicht realisiert werden, weil die hauptsächlich aus Geldspenden aufgebrachten Finanzmittel dafür nicht mehr ausreichten.
Der beim Baubeginn zunächst noch als Bismarckturm bezeichnete Turm wurde im Juli 1918 zwar noch in Hindenburgturm umbenannt, doch beide Namen blieben nur eine Episode – heute wird der Aussichtsturm nur noch als Moritzbergturm bezeichnet, obwohl noch „Hindenburgturm“ über dem Türsims eingemeißelt ist. Der von der Aussichtsplattform des Turmes ursprünglich sehr weitreichende Blick ist aufgrund des umgebenden Waldbestandes mittlerweile nur noch sehr eingeschränkt möglich.
Betreut wird der Turm heute vom Verschönerungsverein Moritzberg e. V.
Seit 1952 wurde der Moritzbergturm auch als Sendeturm für diverse Funkanwendungen genutzt, unter anderem vom Bayerischen Rundfunk, dem BOS-Funk, sowie dem Amateurfunkdienst.
Dort befindet sich seit 1969 auch das Amateurfunkrelais DBØANN.